# Hombres como nosotros

La edición original en Francés de este libro: «Hombres como nosotros - Memorias de un neuropsiquiatra» fue publicada en 1976; se concreta en 1977 su primera edición en Español. La obra contiene la biografía profesional del médico francés Henri Baruk (1897 - 1999), que está relatada en su propia voz, interviniendo Jean Laborde (periodista-novelista) en la recolección de las experiencias del Profesor Baruk (Academia Nacional de Medicina de Francia). No es un libro escrito para especialistas, es en cambio un relato existencial en el cual las ideas, los recuerdos, los hallazgos científicos, se acompañan con descripciones singulares sobre los casos reales de un dilatado ejercicio profesional.
Previamente se sentía atraído por las Letras, la Filosofía, el Griego y el Latín, pero Henri Baruk tomó la opción de formarse profesionalmente en la medicina; esto le aconteció cuando estalló la guerra de 1914. La guerra lo motivó para optar por una profesión en la que pudiera ser más útil: Entró en la Escuela de Medicina de Angers. En  1917, cuando fue movilizado, era internista en los servicios de medicina y cirugía del Hospital de Angers. Perteneciendo por su origen familiar a la persuasión hebraica, la guerra fue para Baruk un primer encuentro dramático y frontal con el antisemitismo, se lo expresaban sus connacionales con él enlistados. Terminadas las vicisitudes del conflicto armado, en el cual tuvo que dejar su cometido de médico para tomar el mando de una compañía de combate, Baruk trasladó sus estudios a París, especializándose en la ciencia psiquiátrica como internista en el Hospital de la Pitié-Salpêtrière.

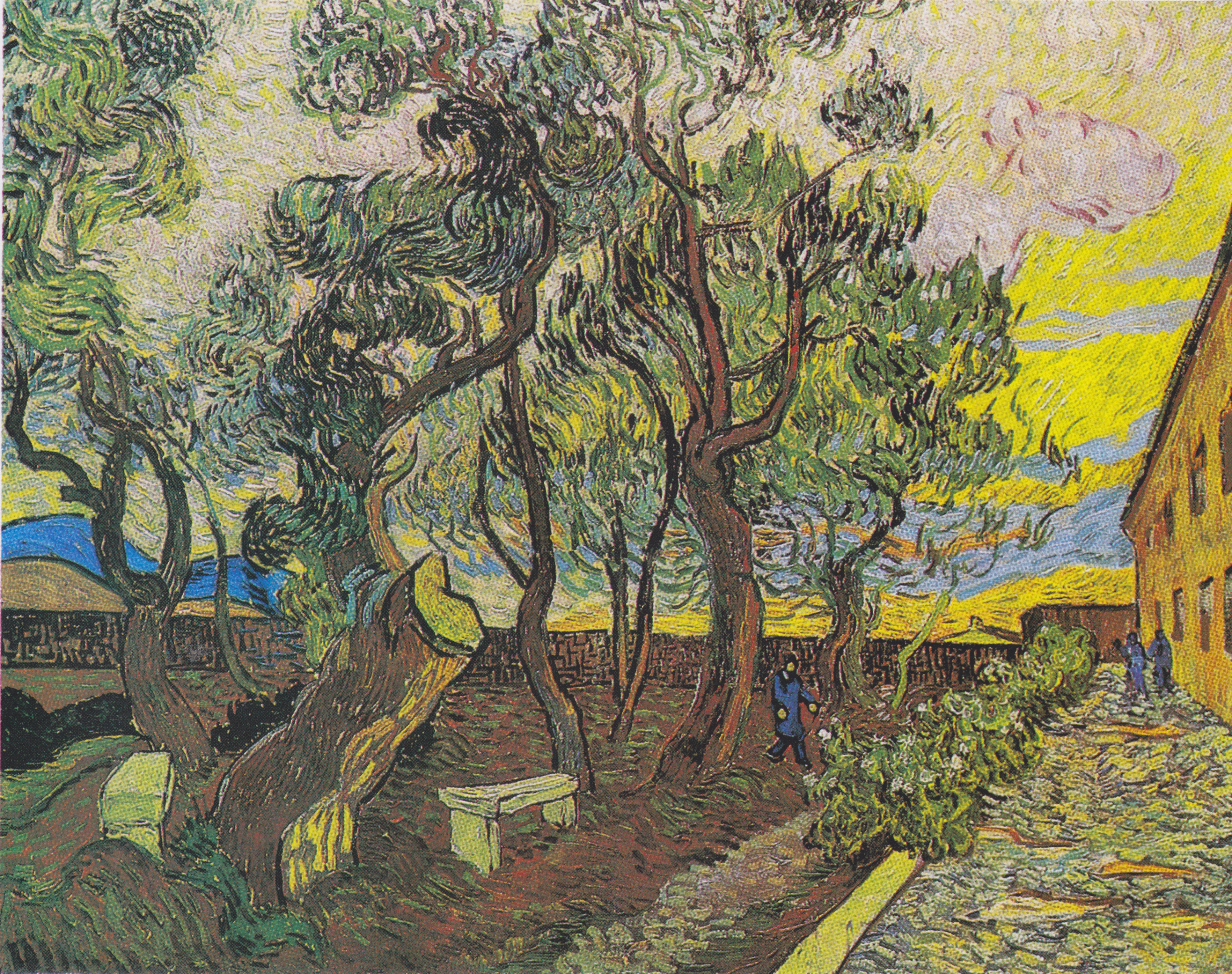
"El jardín del Hospital Saint-Paul en Saint-Rémy (1889)". Pintura de Vincent van Gogh, pudo desarrollar sensibilidad y arte en esa internación psiquiátrica.

Un asunto central en el libro, del cual da cuenta su título: «Hombres como nosotros», es el de los diagramas o encasillamientos para las perturbaciones mentales. Baruk argumentaba fuertemente contra los «veredictos perentorios» que los especialistas, por falta de humildad, adhieren a la piel de hombres y mujeres, «a los que se condena sin apelación con un diagnóstico particularmente imprudente». A partir de una nosografía rígida, el fin de la psiquiatría no parecía ser el de curar al enfermo, sino el de determinar si el paciente era curable o incurable. En lugar de facilitar con las descripciones de una observación clínica minuciosa el tratamiento de los pacientes, un agrupamiento interpretativo de los síntomas en una clasificación sistemática atribuía el carácter de incurables a ciertas afecciones. El principal responsable de este "orden en la ciencia psiquiátrica", fue el psiquiatra alemán Emil Kraepelin. Al conjunto de síntomas agrupados dentro de la reputación de esquizofrenia, por la mano de otros médicos, le cupo posteriormente la caracterización de incurable. Un fichaje médico nefasto sobre un agrupamiento de síntomas, semejante al de un dictamen judicial para el enfermo: esquizofrénico, «un ser que de un día para otro puede convertirse en peligroso y que nunca curará».
En esto mismo, las incoherencias expresadas por medio de pensamientos y sentimientos delirantes, no deberían apresurar el juicio clínico: «los delirios conciernen a la base misma de la humanidad»; y agrega Baruk que, al prestarle una atención paciente a esas incoherencias, se comprende su significación filosófica. Es menester descubrir aquello que ha hecho tambalear el psiquismo del enfermo; la investigación consiste «en buscar entre los mil y un incidentes de la vida cotidiana, aquel o aquellos que influyeron en el psiquismo del paciente hasta el punto de metamorfosearlo en un enfermo». Contra el abuso de las "etiquetas", enfatiza: «Que se retenga al menos lo esencial: ..¡No, no es verdad que una enfermedad mental no se cura y que en todos los casos está llamada a reaparecer un día!».
Dentro de sus planteos relacionados con los cuadros histéricos, Baruk recuerda que «Durante siglos fue considerada como un mal esencialmente femenino .. Charcot destruyó la leyenda mostrando que esta afección podía atacar a ambos sexos .. la histeria no consiste sólo en las grandes crisis .. se puede tratar de perturbaciones mucho menos espectaculares .. ─pero la crisis se agrava si a ella asisten numerosas personas─ .. La definición de la histeria no se sitúa en el nivel de los síndromes, sino en el origen del mal, que es únicamente psicológico .. Babiński mostró que no estaban en absoluto ligados a afecciones localizadas del cerebro .. El enigma de la histeria no será resuelto sino por una alianza profunda entre el neurólogo y el psiquiatra.» La posibilidad de nuevas epidemias de histeria no está excluida.
Por lo general, con relativa facilidad los falsos diagnósticos pueden establecer que un individuo está enfermo, mucho más arduo es probar que no sufre afección alguna. Fácilmente se desatienden: las condiciones de vulnerabilidad que debilitan a la persona, y los factores constitucionales que le pueden originar una extrema sensibilidad a los acontecimientos; p. ej: «..existe entre los verdaderos paranoicos y los hipersensitivos una diferencia esencial: los primeros obedecen a delirios que los encadenan totalmente; los segundos reaccionan ante hechos reales .. Así, deberían multiplicarse los exámenes y prolongarse las pruebas (─en relación a lo concerniente a las pericias médico-legales─) con citaciones de testigos y confrontaciones .. autorizar las peritaciones contradictorias..»
Designado (1931) como Jefe Médico en el Asilo de Charenton, desarrolló los servicios del hospital, aún bajo la ocupación alemana que estuvo a punto de asesinarlo, sirvió en ese cargo hasta 1968. Le recuperó el carácter célebre e internacional a la Escuela de Psiquiatría del centro asistencial, recobrándolo así, como en tiempos de Esquirol como un ámbito de fuerza demostrativa para la clínica psiquiátrica francesa. A partir de 1934, Baruk echó a andar, con el apoyo de la Fundación Rockefeller, el Laboratorio de Psiquiatría Experimental en Charenton. La inducción con bulbocapnina de catatonías experimentales en animales de laboratorio, abrió para Baruk la perspectiva de tratamientos neuropsiquiátricos y farmacológicos, para las afecciones mentales en humanos. Al tiempo en que el laboratorio funcionaba, contaba con cerca de treinta monos para los estudios en primates.